# 貿易和平論
貿易和平論（英語：Commercial peace），是自由主義国际关系理论下一個分支。該理論主張自由贸易和经济上的相互依存有助于国家之间的和平。貿易和平論與民主和平论及制度和平論（institutional peace）共同構成基於康德的和平理論三大典範。